# Теракт в Кхаре (2010)
Террористический акт в Кхаре (Пакистан) произошёл 25 декабря 2010 года, погибли по меньшей мере 45 человек, ещё свыше 100 получили ранения.

## Ход событий
Террорист-смертник привел в действие взрывное устройство в центре столицы пакистанского агентства Баджаур, расположенного рядом с Афганистаном.
По данным местных властей, несколько пострадавших находятся в крайне тяжелом состоянии. Не исключено, что число жертв теракта может возрасти.

## Международная реакция
- США: Свои соболезнования и осуждение террористического акта выразил президент США, Барак Обама: «Соединенные Штаты солидарны с народом Пакистана в это трудное время, и будут решительно поддерживать усилия Пакистана по обеспечению более прочного мира, безопасности и справедливости для своего народа.»[3]